# Muntanya dels Canons
La Muntanya dels Canons és una serra situada al municipi de Colera a la comarca de l'Alt Empordà, amb una elevació màxima de 123 metres.